# Negaraku
Negaraku (trad. "Il mio Paese") è l'inno nazionale della Malaysia. Il brano è stato selezionato come inno nel momento dell'indipendenza della Federazione della Malesia dalla Gran Bretagna nel 1957. Inoltre è stato originariamente utilizzato come inno dello Stato di Perak ed è l'adattamento di una popolare melodia francese dal titolo La Rosalie composta da Pierre-Jean de Béranger. Il testo è di Saiful Bahri.

## Testo

### Testo in lingua malese (ufficiale)
| Rumi (ufficiale) | Jawi | Trascrizione AFI |
| Negaraku, Tanah tumpahnya darahku, Rakyat hidup, Bersatu dan maju! 𝄆 Rahmat bahagia, Tuhan kurniakan, Raja kita, Selamat bertakhta! 𝄇 | نڬاراكو تانه تومڤهڽ دارهكو رعيت هيدوڤ برساتو دان ماجو 𝄇 رحمة بهاڬيا توهن كورنياكن راج كيت سلامت برتختا 𝄆 | [negaraku] [tana(h) tumpa(h)ɲa dara(h)ku] [raʔjat̚ hidup̚] [bersatu dan madʒu] 𝄆 [ra(h)mat̚ bahagia] [tuhan kurniakan] [radʒa kita] [selamat̚ bertaxta] 𝄇 |

## Traduzione
Il mio paese
La terra dove il mio sangue è stato versato
La gente che vive nell'unità e nel progresso
Possa Dio concedere la benedizione e la felicità
Possa il nostro Re avere un regno di successo
Possa Dio concedere la benedizione e la felicità
Possa il nostro Re avere un regno di successo.